# Spania naitoi
Spania naitoi är en tvåvingeart som beskrevs av Akira Nagatomi och Saigusa 1982. Spania naitoi ingår i släktet Spania och familjen snäppflugor. Inga underarter finns listade i Catalogue of Life.